# 佐賀県道35号多久江北線
佐賀県道35号多久江北線（さがけんどう35ごう たくこうほくせん）は、佐賀県多久市から杵島郡江北町に至る県道（主要地方道）である。

## 概要
多久市東多久町大字別府から杵島郡江北町大字惣領分に至る。杵島郡江北町の一部区間にかつて国道34号であった区間が存在する。

### 路線データ
- 起点：佐賀県多久市東多久町大字別府（東多久駅前交差点、国道203号交点、佐賀県道235号東多久停車場線終点）
- 終点：佐賀県杵島郡江北町大字惣領分（江北町上惣交差点、国道34号交点）

## 歴史
- 1993年（平成5年）5月11日 - 建設省から、県道多久江北線が多久江北線として主要地方道に指定される[1]。

## 路線状況

### 道路施設

#### 橋梁
- 大井手橋（牛津川、多久市）
- 土元橋（杵島郡江北町）

## 地理

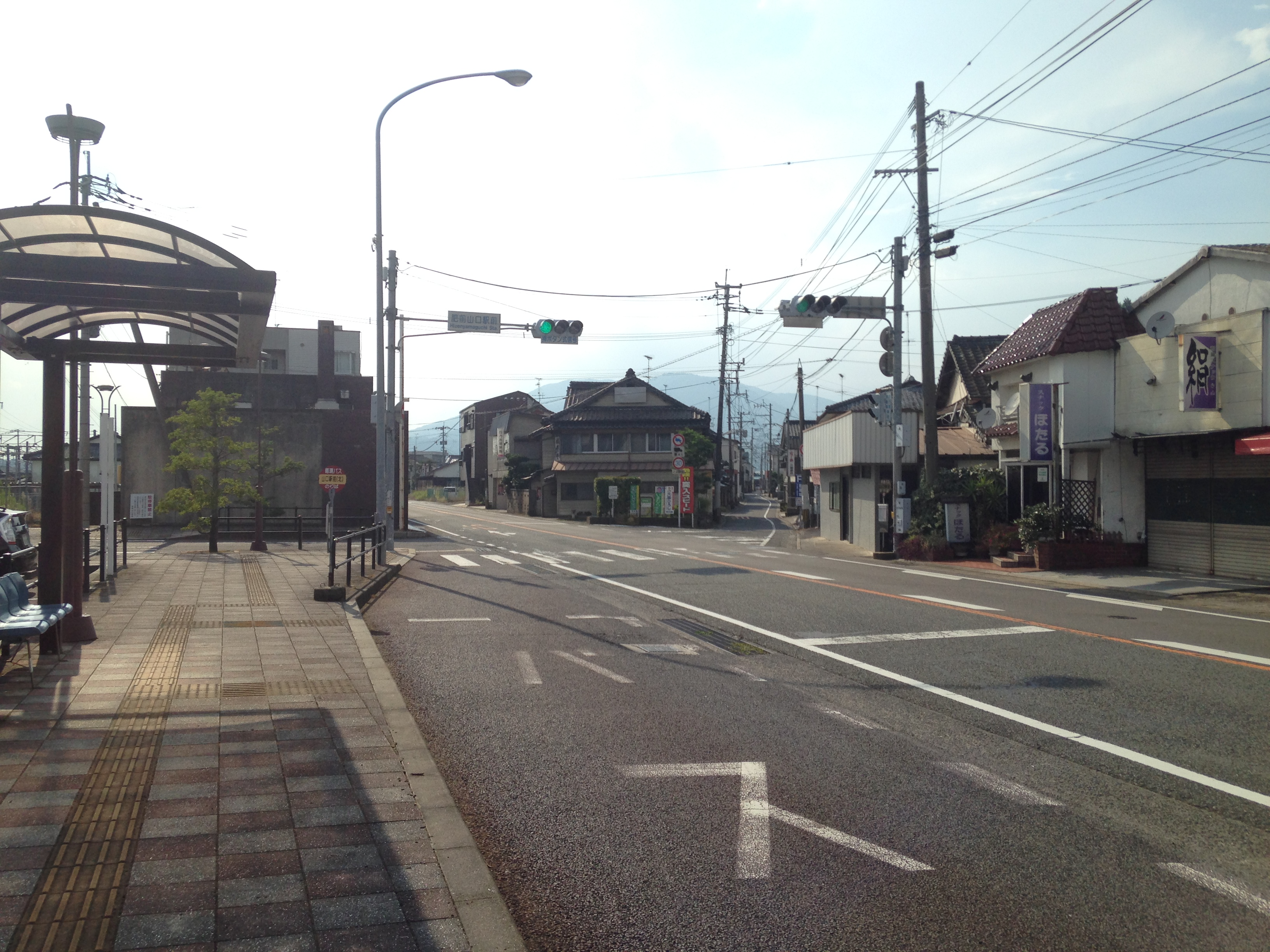
終点手前の江北駅前

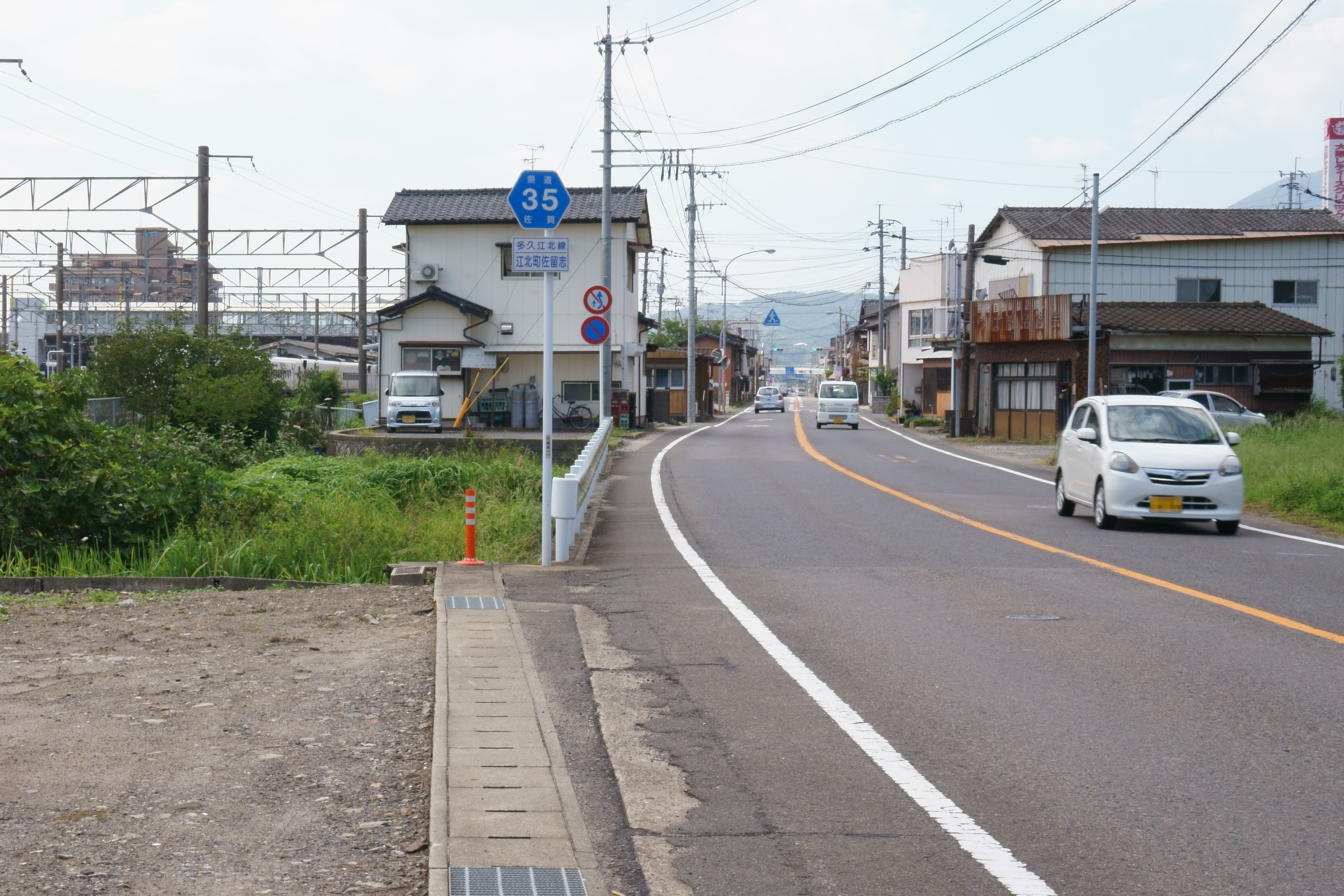
杵島郡江北町大字佐留志の江北駅東側

### 通過する自治体
- 多久市
- 杵島郡江北町

### 交差する道路
| 交差する道路                          | 市町村名 | 市町村名 | 交差する場所     | 交差する場所                                                                                                  |
| ------------------------------------- | -------- | -------- | ---------------- | --- |
| 国道203号 佐賀県道235号東多久停車場線 | 多久市   | 多久市   | 東多久町大字別府 | 東多久駅前交差点 / 起点                                                                                       |
| 佐賀県道332号多久牛津線               | 多久市   | 多久市   | 東多久町大字別府 | 羽佐間交差点                                                                                                  |
| 佐賀県道25号多久若木線                | 多久市   | 多久市   | 東多久町大字別府 | |
| 国道34号 国道207号 重複               | 杵島郡   | 江北町   | 大字惣領分       | 江北町上惣交差点 / 佐賀方面の終点                                                                             |
| 国道34号 国道207号 重複               | 杵島郡   | 江北町   | 大字惣領分       | 江北町上惣交差点 / 武雄方面の終点【北緯33度13分13.5秒 東経130度8分52.0秒 / 北緯33.220417度 東経130.147778度】 |

### 沿線
- JR九州唐津線 東多久駅
- 公立佐賀中央病院
- 江北町役場
- JR九州長崎本線・佐世保線 江北駅

### 峠
- 鈴山峠（杵島郡江北町）